# 遂州
遂州（すいしゅう）は、中国にかつて存在した州。南北朝時代から宋代にかけて、現在の四川省遂寧市一帯に設置された。

## 魏晋南北朝時代
557年（孝閔帝元年）、北周により東遂寧郡に遂州が置かれたが、東遂寧郡は石山郡と改称された。

## 隋代
隋初には、遂州は2郡3県を管轄した。583年（開皇3年）、隋が郡制を廃すると、遂州の属郡は廃止された。607年（大業3年）に州が廃止されて郡が置かれると、遂州は遂寧郡と改称され、下部に3県を管轄した。隋代の行政区分に関しては下表を参照。
| 州 | 遂州   | 遂州          | 郡 | 遂寧郡               |
| 郡 | 石山郡 | 懐化郡        | 県 | 方義県 長江県 青石県 |
| 県 | 方義県 | 長江県 始興県 | 県 | 方義県 長江県 青石県 |

## 唐代
618年（武徳元年）、唐により遂寧郡は遂州と改められた。742年（天宝元年）、遂州は遂寧郡と改称された。758年（乾元元年）、遂寧郡は遂州の称にもどされた。遂州は剣南道に属し、方義・蓬渓・長江・青石・遂寧の5県を管轄した。

## 宋代以降
1115年（政和5年）、北宋により遂州は遂寧府に昇格した。遂寧府は潼川府路に属し、小渓・蓬渓・長江・青石・遂寧の5県を管轄した。
1283年（至元20年）、元により遂寧府は遂寧州に降格した。遂寧州は潼川府に属し、小渓・蓬渓の2県を管轄した。
1376年（洪武9年）、明により遂寧州は廃止され、遂寧県と改められた。